# Mistrzostwa Europy w Lekkoatletyce 2018 – chód na 20 km mężczyzn
Chód na 20 kilometrów mężczyzn – jedna z konkurencji biegowych rozgrywanych podczas lekkoatletycznych mistrzostw Europy w Berlinie.
Tytułu sprzed czterech lat nie obronił Hiszpan Miguel Ángel López.

## Terminarz
| Data        | Godzina |       |
| ----------- | ------- | ----- |
| 11 sierpnia | 10:55   | Finał |

## Rekordy
|                                        | Zawodnik                   | Wynik   | Miejsce   | Data                 |
| -------------------------------------- | -------------------------- | ------- | --------- | -------------------- |
| Rekord świata                          | Yūsuke Suzuki              | 1:16:36 | Nomi      | 15 marca 2015(dts)   |
| Rekord Europy                          | Yohann Diniz               | 1:17:02 | Arles     | 8 marca 2015(dts)    |
| Rekord mistrzostw Europy               | Francisco Javier Fernández | 1:18:37 | Monachium | 6 sierpnia 2002(dts) |
| Najlepszy wynik na świecie w 2018 roku | Eiki Takahashi             | 1:17:26 | Kobe      | 18 lutego 2018(dts)  |
| Najlepszy wynik w Europie w 2018 roku  | Wasilij Mizinow            | 1:18:54 | Soczi     | 19 lutego 2018(dts)  |

## Rezultaty

### Finał
Źródło: european-athletics.org.
| Poz. | Zawodnik                | Reprezentacja                      | Czas    | Uwagi     |
| ---- | ----------------------- | ---------------------------------- | ------- | --------- |
| 01 ! | Álvaro Martín           | Hiszpania                          | 1:20:42 | SB        |
| 02 ! | Diego García Carrera    | Hiszpania                          | 1:20:48 |           |
| 03 ! | Wasilij Mizinow         | Autoryzowani lekkoatleci neutralni | 1:20:50 |           |
| 4.   | Massimo Stano           | Włochy                             | 1:20:51 | PB        |
| 5.   | Nils Brembach           | Niemcy                             | 1:21:25 | SB        |
| 6.   | Miguel Ángel López      | Hiszpania                          | 1:21:27 |           |
| 7.   | Tom Bosworth            | Wielka Brytania                    | 1:21:31 |           |
| 8.   | Hagen Pohle             | Niemcy                             | 1:21:35 | SB        |
| 9.   | Kévin Campion           | Francja                            | 1:21:52 | SB        |
| 10.  | Alex Wright             | Irlandia                           | 1:22:18 | SB        |
| 11.  | Wiktor Szumik           | Ukraina                            | 1:22:24 | PB        |
| 12.  | Iwan Łosiew             | Ukraina                            | 1:22:28 |           |
| 13.  | Christopher Linke       | Ukraina                            | 1:22:33 |           |
| 14.  | Gabriel Bordier         | Francja                            | 1:22:39 |           |
| 15.  | Aleksandros Papamichail | Grecja                             | 1:22:51 |           |
| 16.  | Francesco Fortunato     | Włochy                             | 1:23:04 | SB        |
| 17.  | Luís Alberto Amezcua    | Hiszpania                          | 1:23:33 |           |
| 18.  | Alaksandr Lachowicz     | Białoruś                           | 1:24:07 |           |
| 19.  | Dawid Tomala            | Polska                             | 1:25:06 |           |
| 20.  | Perseus Karlström       | Szwecja                            | 1:25:16 |           |
| 21.  | Cian McManamon          | Irlandia                           | 1:25:43 |           |
| 22.  | Miroslav Úradník        | Słowacja                           | 1:25:44 |           |
| 23.  | Aleksiej Kazanin        | Ukraina                            | 1:26:49 |           |
| 24 ! | Artur Brzozowski        | Polska                             | DSQ     | 230.7 (a) |
| 24 ! | Salih Korkmaz           | Turcja                             | DSQ     | 230.7 (a) |
| 24 ! | Giorgio Rubino          | Włochy                             | DSQ     | 230.7 (a) |
| 24 ! | Florin Alin Știrbu      | Rumunia                            | DSQ     | 230.7 (a) |
| 24 ! | Callum Wilkinson        | Wielka Brytania                    | DSQ     | 230.7 (a) |